# Issikiella amazonica
Issikiella amazonica är en näbbsländeart som beskrevs av George W. Byers och Florez 1995. Issikiella amazonica ingår i släktet Issikiella och familjen styltsländor. Inga underarter finns listade i Catalogue of Life.